# Bolitophila rossica
Bolitophila rossica is een muggensoort uit de familie van de Bolitophilidae. De wetenschappelijke naam van de soort is voor het eerst geldig gepubliceerd in 1912 door Landrock.